# Ano das Nações Unidas para a Tolerância
O Ano das Nações Unidas para a Tolerância - 1995 - foi escolhido pela Assembleia Geral da ONU de 20 de dezembro de 1993, tendo a UNESCO como entidade organizadora.

## Realização e efeitos
A ideia da tolerância foi implantada nas redes escolares de muitos dos estados-membros. A tolerância foi encarada como uma virtude em extinção em muitas partes do mundo, particularmente naquelas onde existem conflitos raciais e religiosos como motivadores. Na época, e posteriormente conflitos como os existentes em Ruanda e na Bósnia.
A UNESCO declarou que eram necessários cinco níveis de ação para superar a intolerância: a lei, a educação, o acesso à informação, a consciência individual e soluções locais. A tolerância é, assim, um dever político, legal e moral para a proteção e preservação dos Direitos Humanos.
O Dia Internacional para a Tolerância foi instituído, como sendo o 16 de Novembro de cada ano, em reconhecimento à Declaração de Paris, assinada neste dia, em 1945, tendo 185 Estados como signatários.